# Xingping
Koordinaten: 34° 18′ N, 108° 29′ O
Die Stadt Xingping (chinesisch 興平市 / 兴平市, Pinyin Xīngpíng Shì) ist eine kreisfreie Stadt der bezirksfreien Stadt Xianyang der Provinz Shaanxi in der Volksrepublik China. Die Fläche beträgt 453,6 Quadratkilometer und die Einwohnerzahl 463.254 (Stand: Zensus 2020).
Im Stadtgebiet befinden sich das Maoling-Mausoleum (茂陵) des Kaisers Wu der Westlichen Han-Dynastie, das Grab von Huo Qubing (霍去病墓,  Huò Qùbìng mù), und die tang-zeitliche Qingfan-Pagode (清梵寺塔,  Qīngfàn sì tǎ), die auf der Liste der Denkmäler der Volksrepublik China stehen.
Die Longhai-Bahn verbindet Xingping mit Lanzhou und Lianyungang.